# Longin (Korczagin)
Longin, imię świeckie Władimir Siergiejewicz Korczagin (ur. 31 lipca 1961 w Suchumi) – biskup Rosyjskiego Kościoła Prawosławnego.

## Życiorys
W latach 1977–1982 ukończył wieczorowe studia filologiczne na Państwowym Uniwersytecie Abchaskim w Suchumi. Od 1981 do 1983 pracował jako nauczyciel języka i literatury rosyjskiej. Po odbyciu służby wojskowej w 1985 wstąpił do seminarium duchownego w Moskwie. W trakcie nauki, w maju 1986, rozpoczął nowicjat w ławrze Troicko-Siergijewskiej. Już po miesiącu, 21 czerwca, złożył wieczyste śluby zakonne, zaś 29 sierpnia został hierodiakonem. 7 czerwca 1988 przyjął święcenia kapłańskie.
W tym samym roku rozpoczął wyższe studia teologiczne w Moskiewskiej Akademii Duchownej, jednak już w tym samym roku został skierowany na ich kontynuację do Sofii, na akademię im. św. Klemensa Ochrydzkiego. Równocześnie służył w rosyjskiej cerkwi św. Mikołaja w Sofii. Po ukończeniu nauki w 1992 wrócił do ławry Troicko-Siergijewskiej. W maju 1994 podniesiony do godności igumena, zaś w kwietniu 2000 – archimandryty.
19 sierpnia 2003 miała miejsce jego chirotonia na biskupa saratowskiego i wolskiego.
W 2011 został podniesiony do godności metropolity w związku z powstaniem metropolii saratowskiej.
W 2020 r. został przeniesiony na katedrę symbirską.